# Chiesa cattolica in America Latina (1800-1850)

## Storia
Circa l'evoluzione politica dei paesi dell'America Latina bastano questi cenni:
- il Brasile si rese indipendente pacificamente, quando il figlio di Giovanni VI, re del Portogallo, si proclamò imperatore del Brasile col nome di Pedro I (1822); Pedro II venne spodestato nel 1889 e fu proclamata la repubblica;
- gli altri Stati lottarono a lungo contro gli spagnoli; ad una fase favorevole alla Spagna (1810-1817) subentrò una nuova lotta a partire dal 1820; le vittorie di Simon Bolivar portarono alla nascita della Grande Colombia che durò dal 1821 al 1825, quando si scisse in Ecuador, Venezuela e Nuova Granada (dal 1858 Colombia); da ricordare anche José de San Martin liberatore del Cile, del Perù e dell'Argentina;
- il fattore religioso fu strettamente legato alla lotta per l'indipendenza, soprattutto perché molti protagonisti della secessione erano religiosi o sacerdoti secolari (Hidalgo, Morelos); in genere il clero religioso partecipò alla lotta per l'indipendenza, mentre l'episcopato, nominato dalla Spagna, era ovviamente più favorevole al governo centrale.

## La Santa Sede di fronte all'indipendenza americana

### Pio VII
Il 30 gennaio 1816 Pio VII pubblicò l'enciclica Etsi longissimo, documento chiaramente legittimista, di invito alla pace e all'accettazione della legittima autorità, che esprime la mentalità del papa e della curia, che cioè le rivoluzioni in America Latina non erano nient'altro che gli ultimi sussulti della rivoluzione francese e dunque destinate a scomparire presto (il documento contiene anche un elogio del papa al re spagnolo per l'atteggiamento avuto negli anni napoleonici).
Ma l'affermarsi in Spagna di governi liberali e anticlericali (1820-1823) e l'evoluzione delle rivolte americane portano ad un cambiamento a Roma, che ritenne di non dover più tenere in considerazione il punto di vista spagnolo nella ricerca di una soluzione. In risposta al vescovo di Merida (Venezuela), Pio VII non riconosce i nuovi Stati, ma insieme si proclama neutrale (lettera che ebbe eco positiva sulla stampa americana).
Tra il 1823 e il 1825 abbiamo la missione Muzi e Mastai in Cile, su richiesta del governo O'Higgins, missione che per volere di Pio VII non aveva carattere diplomatico. I due arrivarono in Cile quando O'Higgins era stato sostituito dal liberale e giurisdizionalista Freiras, che aveva iniziato a confiscare i beni dei religiosi ed aveva allontanato il vescovo legittimista di Santiago. Muzi protestò, ma la sua missione si concluse con un fallimento (anche per la sua mancanza di tatto e di lungimiranza politica). Di positivo resta il fatto che per la prima volta la Santa Sede si rendeva conto di persona della nuova situazione politica.

### Leone XII
Ma la fine del triennio liberale in Spagna e l'influsso dell'ambasciatore spagnolo a Roma Vargas, portarono il nuovo papa Leone XII (anche su pressione degli ambasciatori di Austria e Russia) a scrivere una nuova enciclica legittimista, Etsi jam diu (24 settembre 1824), che però non ebbe molto influsso in America (anche perché era considerata un falso).
Ma la situazione stava evolvendosi verso un compromesso. Dopo lunghe esitazioni, per influsso decisivo del Cappellari, prefetto di Propaganda Fide, nel 1825 vengono nominati per la prima volta dalla S. Sede, senza mediazione spagnola, alcuni vescovi titolari (non residenziali) in Colombia, e nel 1827 la nomina di vescovi residenziali in Colombia, nominati "motu proprio" (ossia senza la presentazione del governo). Motivi: la paura di nascita di chiese più o meno nazionali, la mediazione del governo francese sulla Spagna, la volontà di Bolivar di giungere ad un accordo per avere dalla sua parte il clero.
Ma la politica di Leone XII in America Latina era troppo a zig-zag, per ottenere il consenso delle parti.

### Gregorio XVI
Solo la salita al soglio pontificio del Cappellari, Gregorio XVI, porterà ad una svolta. Poco dopo la sua elezione emana la bolla Sollicitudo Ecclesiarum (5 agosto 1831), in cui distingue tra potere di fatto e potere di diritto. Il potere di diritto è quello di origine divina, che nessuno può cambiare e che si manifesta in un governo fedele alla Chiesa e ai suoi principi. Di fatto però, il Papa non può fare a meno di tener conto della situazione reale (non quella ideale). Ed è così che, contro il parere della Spagna, nomina “motu proprio” vescovi residenziali in tutta l'America Latina, e, pian piano, riconosce tutti i nuovi Stati indipendenti (nel 1835 la Nuova Granada, nel 1836 il Messico, nel 1838 l'Ecuador, nel 1840 il Cile). Ma il ritardo del riconoscimento porterà l'opinione pubblica delle classi dirigenti liberali ad essere fortemente ostili alla Chiesa.
Dopo il riconoscimento restava aperto il problema del patronato, che i nuovi governi consideravano una prerogativa ereditata dalla Spagna (cioè loro inerente per diritto), mentre la S. Sede considerava al massimo un dono della curia. I governi lo esercitavano di fatto, mentre Roma, dopo averlo negato al Cile nel 1840, finì per cedere (distinguendo però il patronato, concetto più ampio, dalla nomina dei vescovi). Certamente in America Latina persisterà la stretta unione fra Chiesa e Stato, fino alla separazione ostile (a partire dal 1853 in Colombia).